# وزارة المالية والاقتصاد الوطني (البحرين)
وزارة المالية والاقتصاد الوطني تتولى مسئولية رسم وتنفيذ السياسات المالية لمملكة البحرين لمملكة البحرين في إطار التوجهات العامة لحكومة المملكة، حيث تقوم الوزارة بإعداد الميزانية العامة للدولة بالتعاون مع الوزارات والجهات الحكومية وذلك على النحو الذي يعكس التوجهات المالية والاقتصادية للمملكة وفي مقدمتها الارتقاء بالمستوى المعيشي للمواطنين وزيادة معدلات النمو الاقتصادي.
وفي هذا السياق تحرص وزارة المالية والاقتصاد الوطني على توجيه الإستثمار الحكومي بما يتفق والسياسات المالية للمملكة، بالإضافة إلى إدارة الدين العام والإبقاء على معدلاته في الحدود المقبولة دولياً والعمل على تعزيز الإستقرار المالي من خلال الاستخدام الأمثل للموارد المالية المتاحة.
كما تحرص الوزارة على تعزيز علاقات التعاون المشترك مع الدول الشقيقة والصديقة في المجالات المالية والاقتصادية، وذلك من خلال التوقيع على عدد من الاتفاقيات الثنائية والجماعية التي من شأنها توفير الإطار القانوني لهذه العلاقات. وتشمل هذه الاتفاقيات على سبيل المثال لا الحصر اتفاقيات تشجيع وحماية الإستثمار، واتفاقيات تجنب الازدواج الضريبي، واتفاقيات التجارة الحرة، ومذكرات التفاهم الخاصة بالتعاون المالي والاقتصادي.
ويتولى منصب وزير المالية والاقتصاد الوطني الشيخ سلمان بن خليفة آل خليفة، وذلك بموجب المرسوم الملكي رقم (61) لسنة 2018.

## نبذة تاريخية
في بداية السبعينات تم تنظيم الجهاز الإداري للدولة بموجب المرسوم رقم (1) لسنة 1970 والخاص بإنشاء مجلس الدولة والذي كان بمثابة مجلس وزراء حينئذ، وقد انيطت للمجلس القيام بكافة المهام والمسؤوليات المتعلقة بإدارة وتنظيم كافة الشئون التنفيذية للبلاد ومن ضمنها الشئون المتعلقة بوزارة المالية الدولة والمتمثلة في اعداد الميزانية العامة للدولة واعداد الخطة العامة للدولة لتطوير الاقتصاد الوطني واتخاذ التدابير اللازمة لتنفيذها وفقاً لأحكام القوانين السارية. وقد أعقب هذا المرسوم صدور العديد من المراسيم والقرارات التي تنظم الجهاز التنفيذي للحكومة، وفيما يلي موجزاً لاهم المراسيم والقوانين الخاصة والتشريعات المتعلقة بتنظيم وزارة المالية منذ انشاؤها حتى الوقت الحاضر:
في 19 يناير 1970 صدر المرسوم رقم (2) لسنة 1970  بشأن الخاص بالتنظيم الإداري للدولة، والذي شمل دائرة المالية والاقتصاد الوطني وضمت إدارة المالية وإدارة النفط وإدارة الإسكان وإدارة الجمارك والموانئ وإدارة البريد.
بعد أن نالت البحرين استقلالها تمت إعادة التنظيم الإداري للدولة البحرين بموجب المرسوم الأميري رقم (2) لسنة 1971، كما صدر المرسوم رقم (3) لسنة 1971  بإعادة تشكيل دائرة المالية والاقتصاد الوطني ودائرة العمل والشئون الاجتماعية، وتم خلال هذا التعديل فصل إدارة الإسكان عن دائرة المالية والاقتصاد الوطني والحاقها بدائرة العمل والشئون الاجتماعية
بعد أن تم تعين الأستاذ إبراهيم عبد الكريم مديرا لإدارة النفط والاقتصاد بدائرة المالية والاقتصاد الوطني بموجب القرار رقم (3) لسنة 1971، فقد صدر القرار رقم (26) لسنة 1972  بتعينه وكيلا لوزارة المالية والاقتصاد الوطني وذلك بتاريخ 31 ديسمبر 1972.
في عام 1975 صدر المرسوم الأميري رقم (13) الذي تم بموجبه تشكيل الوزارة حيث اشتمل على تعيين 15 وزيرا في الحكومة من بينهم السيد /محمود السيد أحمد العلوي وزيرا للمالية، كما تم في نفس العام فصل الاقتصاد عن المالية، حيث صدر المرسوم الأميري رقم (15) لسنة 1975  وتم من خلاله إعادة بموجبه إعادة تسمية وزارة التجارة والصناعة لتصبح وزارة التجارة والزراعة والاقتصاد.
في 2 يونيو 1976 صدر المرسوم الأميري رقم (5)لسنة 1976  بإعادة تسمية وزارة المالية ووزارة التجارة والزراعة والاقتصاد وتم من خلاله بموجبه إعادة تسمية وزارة المالية بوزارة المالية والاقتصاد الوطني، كما صدر المرسوم رقم (6) لسنة 1976  بتعيين السيد/ إبراهيم عبد الكريم محمد وزيرا للمالية والاقتصاد الوطني.
صدر المرسوم الأميري رقم (8) لسنة 1976 بتاريخ 14 يونيو 1976 الذي تضمن تم فيه تعديل المادة الأولى من المرسوم الأميري رقم (26) لسنة 1975 بحيث يعاد تنظيم وزارة المالية والاقتصاد الوطني لتشمل الإدارات التالية:
- إدارة التخطيط والشئون الاقتصادية
- اداره الإحصاء
- إدارة الهيئة العامة لصندوق التقاعد
- إدارة الميزانية العامة
- إدارة الحسابات
- إدارة الأملاك والخدمات
- إدارة الجمارك
- إدارة الميناء

كما صدر المرسوم الأميري رقم (14) لسنة 1979 بإنشاء إدارة المخازن المركزية بوزارة المالية والاقتصاد الوطني، وتبعه المرسوم رقم (2) لسنة 1983  بإعادة تشكيل وزارة المالية والاقتصاد الوطني، يليه المرسوم رقم (4) لسنة 1994 كذلك لبإعادة تنظيم وزارة المالية والاقتصاد الوطني.
وبتاريخ 31 مايو 1999 صدر المرسوم رقم (8) لسنة 1999 بتعيين السيد/ عبد الله حسن سيف وزيرا للمالية والاقتصاد الوطنى
كما صدر في 30 أبريل 2003  المرسوم رقم (35)لسنة 2003 وبموجبه أُنشأت إدارة عامة للمناطق الحرة بشئون الجمارك والموانئ بوزارة المالية والاقتصاد الوطني.
وفي 14 يناير 2005  صدر المرسوم رقم (7) لسنة 2005 بتعيينات وزارية شملت تعيين الشيخ أحمد بن محمد آل خليفة وزيرا للمالية.
وصدر في 8 مايو 2005 مرسوم رقم (31) لسنة 2005 بتعديل بعض احكام المرسوم رقم (9) لسنة 2003 بإنشاء وتنظيم مجلس التنمية الاقتصادية، وتم من خلاله نقل بعض مسئوليات واختصاصات الوزارة إلى مجلس التنمية الاقتصادية.
كما صدر المرسوم رقم (9) لسنة 2007  بإعادة تنظيم وزارة المالية وذلك على النحو التالي:
- شئون الجمارك والموانئ والمناطق الحرة وتتبع وزير المالية
- إدارة الرقابة والمتابعة وتتبع وكيل وزارة المالية.
- وكيل وزارة المساعد للشئون الاقتصادية ويشرف على
  - إدارة العلاقات الاقتصادية الخارجية
  - إدارة الدراسات الاقتصادية والبحوث
  - إدارة الاستثمارات الحكومية
  - إدارة التخصيص والتعاقدات
- وكيل الوزارة المساعد للشئون المالية ويشرف على:
  - إدارة الميزانية
  - إدارة المشاريع
  - إدارة الخزانة
  - إدارة تطوير الأنظمة المالية
- وكيل الوزارة المساعد للموارد والمعلومات ويشرف على:
  - إدارة الموارد البشرية والمالية
  - إدارة المعلومات المالية
  - إدارة شئون الأملاك الحكومية
  - إدارة المخازن المركزية

وبتاريخ 2 يونيو 2008 صدر المرسوم رقم (43) لسنة 2008  بتعديل المرسوم رقم(69) لسنة 2004 بإعادة تنظيم وزارة الداخلية وبموجبه تم نقل شئون الجمارك من وزارة المالية إلى تبعية وزارة الداخلية
كما صدر بتاريخ 30 يونيو 2008 مرسوم رقم (53)لسنة 2008  تم فيه استحداث منصب وكيل وزارة لشئون الموانئ في وزارة المالية، ثم صدر المرسوم رقم (70) لسنة 2012 بتاريخ 21 أكتوبر 2008 بنقل هذا المنصب إلى تبعية وزارة المواصلات والاتصالات.
وصدر في 28 مايو 2009 مرسوم رقم (51) لسنة 2009  بتعديل المرسوم رقم (9) لسنة 2007 بإعادة تنظيم وزارة المالية وبموجبه استحداث منصب وكيل وزارة مساعد لتنمية الإيرادات العامة وإنشاء ادارتين جديدتين بوزارة المالية تتبعان وكيل الوزارة المساعد لتنمية الإيرادات العامة وهما:
- إدارة ضرائب المؤسسات
- إدارة ضرائب القيمة المضافة

وبتاريخ 30 يونيو 2010 صدر المرسوم رقم (28) لسنة 2010  بتعديل المرسوم رقم (9) لسنة 2007 بإعادة تنظيم وزارة المالية، متضمناً استحداث إدارة شئون الأملاك الحكومية وتتبع وكيل الوزارة المساعد للموارد والمعلومات.
وبتاريخ 4 أبريل 2017 صدر المرسوم رقم (24) لسنة 2017  بتعديل بعض أحكام المرسوم رقم (9) لسنة 2007 بإعادة تنظيم وزارة المالية، متضمناً استحداث إدارة سياسات الإيرادات العامة وتتبع وكيل الوزارة المساعد لتنمية الإيرادات العامة، وإلغاء إدارة الدراسات الاقتصادية والبحوث.
وفي 4 ديسمبر 2018 صدر المرسوم الملكي رقم (61) الخاص بالتشكيل الوزاري الجديد، حيث تضمن تغيير مسمى وزارة المالية إلى وزارة المالية والاقتصاد الوطني وتعيين الشيخ سلمان بن خليفة آل خليفة وزيراً لها.

## عن وزارة المالية والاقتصاد الوطني

### الرؤية
تحقيق الاستقرار المالي الأمثل للوصول بمملكة البحرين إلى المركز المتميز بالمنطقة في التخطيط والإدارة والتحكم المالي والمساهمة في رفع معدّل التنمية الاقتصادية المستدامة من خلال تطوير ومتابعة تنفيذ السياسات المالية الرائدة.

### الإستراتيجية
تلتزم وزارة المالية والاقتصاد الوطني بتقديم خدماتها للمستفيدين منها بأعلى مستوى ممكن من الجودة والرضا. ولتحقيق ذلك تسعى جاهدةً للحصول على انطباعاتهم وآرائهم لتساهم في التطوير المستمر للخدمات المقدمة.
يشترك موظفو الوزارة بجميع مستوياتهم في مسئولية تنفيذ هذا الالتزام، حيث يتفانون في أداء جميع مهامهم بطرق مضمونة الجودة، مقتفين اثر مبدأ «صحيح من المرة الأولى، وفي كل مرة».
تهدف الوزارة لتكون نموذجاً متميزاً في القطاع الحكومي، من خلال التركيز على تحقيق أعلى مستويات الجودة و الكفاءة و الفاعلية من خلال المنهجية التالية:
- تبني نظام لإدارة الجودة متوافق مع معايير آيزو 9001:2000.
- الاستناد إلى مبادئ إدارة الجودة الثمانية التالية:

```
** التركيز على المستفيدين. 
** القيادة. 
** مشاركة المعنيين. 
** تبني أسلوب العمليات في الأداء. 
** تبني أسلوب النظم في الإدارة. 
** التطور باستمرار من خلال مبادرات إعادة هندسة الإجراءات. 
** اعتماد الحقائق في اتخاذ القرار. 
** العلاقة مع المزودين على أساس المصالح المشتركة. 
```

- الاستمرار في تدريب موظفي الوزارة.
- وضع أهداف طموحة للتطوير سنوياً.
- استثمار كفاءات الموظفين لأداء المسئوليات الفردية و الجماعية.
- توفير البيئة المناسبة لإدارة الموارد المالية نيابة عن حكومة مملكة البحرين من خلال إصدار و حفظ و تطبيق القرارات و اللوائح و الإجراءات و الأنظمة المناسبة.

وحرصاً على استمرار هذا المستوى العالي من الأداء فقد قام وزير المالية باستحداث قسم ضمان الجودة مع تعيين رئيس له باختصاصات واسعة وصلاحيات كافية لتطوير النظم واتخاذ ما يلزم من إجراءات لضمان تطبيقها.

## الوزراء
|   | الوزير                        | تولى المنصب   | ترك المنصب    | رئيس مجلس الوزراء                                                                                          |
| - | ----------------------------- | ------------- | ------------- | --- |
| 1 | محمود السيد أحمد العلوي       | 19 يناير 1970 | يونيو 1976    | الأمير خليفة بن سلمان آل خليفة                                                                             |
| 2 | إبراهيم عبد الكريم محمد       | يونيو 1976    | مايو 1999     | الأمير خليفة بن سلمان آل خليفة                                                                             |
| 3 | عبد الله حسن سيف              | مايو 1999     | 14 يناير 2005 | الأمير خليفة بن سلمان آل خليفة                                                                             |
| 4 | الشيخ أحمد بن محمد آل خليفة   | 14 يناير 2005 | نوفمبر 2018   | الأمير خليفة بن سلمان آل خليفة                                                                             |
| 5 | الشيخ سلمان بن خليفة آل خليفة | 4 ديسمبر 2018 |               | الأمير خليفة بن سلمان آل خليفة حتى وفاته في 11 نوفمبر 2020 الأمير سلمان بن حمد آل خليفة منذ 11 نوفمبر 2020 |

ذات صلة
- الحكومة الإلكترونية